# Горячие носители заряда
Горя́чие носи́тели заря́да — электроны или дырки в кристаллическом материале, кинетическая энергия которых существенно превосходит характерную тепловую энергию {\displaystyle k_{B}T_{L}} ({\displaystyle T_{L}} — температура решётки, {\displaystyle k_{B}} — постоянная Больцмана; для комнатной температуры {\displaystyle k_{B}T_{L}\sim } 0,026 эВ). Чаще всего такие носители появляются и рассматриваются в полупроводнике, реже в диэлектрике или металле. На энергетической зонной диаграмме полупроводника горячие электроны располагаются значительно выше дна зоны проводимости {\displaystyle E_{c}}, а горячие дырки — значительно ниже потолка валентной зоны {\displaystyle E_{v}}. Энергия горячих носителей на практике может достигать нескольких эВ, а в особых случаях и намного бо́льших величин. Для краткости слово «заряд» нередко опускается (аналогично в английской терминологии: англ. hot [charge] carriers).

## Возникновение
Под кинетической энергией электрона в полупроводнике или диэлектрике понимается величина {\displaystyle E_{e}=E-E_{c}} (для горячих {\displaystyle E\gg E_{c}}), дырки: {\displaystyle E_{h}=E_{v}-E} (для горячих {\displaystyle E\ll E_{v}}), где {\displaystyle E} означает полную энергию состояния носителя, отсчитываемую вверх по зонной диаграмме. В металле условно {\displaystyle E_{e}=E-E_{Fm}} ({\displaystyle E_{Fm}} — энергия Ферми металла, для горячих {\displaystyle E\gg E_{Fm}}).
В минимальном количестве горячие носители наличествуют всегда, за счет хвостов равновесной функции Ферми, описывающей заполнение квантовых состояний.
Доля горячих носителей в ансамбле электронов/дырок повышается при наложении электрического поля (порядок величины: 104 В/см и выше), в случае инжекции носителей через потенциальный барьер-ступеньку (перепад энергий в таком случае может составлять от долей до единиц эВ) или при внешнем освещении полупроводника с энергиями кванта, с запасом превышающими ширину запрещённой зоны {\displaystyle E_{g}} (обычно речь идёт о единицах эВ).
Особым способом возбуждения носителей в высокоэнергетичные состояния является бомбардировка протонами, гамма-квантами и др. частицами. В таком случае энергии горячих электронов достигают десятков эВ.

## Смысл термина

Функция Ферми при разных

Определение «горячие» применительно к электронам или дыркам наводит на мысль о повышении температуры электронного (дырочного) ансамбля {\displaystyle T_{e}} ({\displaystyle T_{h}}) по сравнению с температурой решётки {\displaystyle T_{L}}. Действительно, во многих ситуациях заполнение состояний горячими носителями приблизительно описывается, как и в равновесном случае, функцией Ферми, только с повышенной температурой, которая и есть {\displaystyle T_{e}} ({\displaystyle T_{h}}). С ростом температуры носителей хвост расширяется.
Но заполнение может иметь и иную аналитическую форму, в таком случае естественнее говорить не о горячих, а о «высокоэнергетичных» носителях, хотя понятие «горячие» остаётся адекватным. При этом ансамблю электронов приписывается температура {\displaystyle T_{e}=2<E_{e}>/3k_{B}}, где {\displaystyle E_{e}} — средняя энергия (и аналогично для дырок).
Ансамбль горячих носителей — частный случай популяции «неравновесных носителей»; к последним также относятся избыточные для данного места структуры электроны или дырки, не обязательно с повышенной энергией.

## Особые свойства
При значимых отклонениях распределения электронов или дырок от равновесного традиционное описание кинетики носителей с применением таких показателей как подвижность, время жизни, коэффициент диффузии становится во многом неприменимым. До какой-то степени проблема решается введением тех или иных модельных зависимостей названных показателей от поля или от средней энергии. В общем же случае приходится переходить на другие способы описания, прежде всего с помощью метода Монте-Карло, в рамках которого движение носителя моделируется как ускоренное в поле, прерываемое актами рассеяния, имеющими разную относительную вероятность. Обязательно учитывается зонная структура материала (то есть совокупность реальных, обычно весьма сложных, зависимостей энергии от волнового вектора). При этом, поскольку электроны и дырки достигают состояний, значительно отстоящих от экстремумов зоны проводимости или валентной зоны, оперирование эффективными массами лишается физического смысла.

## Пути релаксации
Горячий носитель заряда участвует в процессах потери энергии, конкурирующих с влиянием факторов увеличения энергии. Если последние перестали действовать (как вариант: прекратилось внешнее освещение, носитель ушёл в область слабого поля), достаточно быстро происходит релаксация. Её механизмами выступают рассеяние на фононах, ударная ионизация (создание новой электронно-дырочной пары с одновременным снижением энергии первичного носителя) и генерация фотонов при внутризонных и межзонных переходах.
Каждый из названных механизмов характеризуестся темпом (с−1), то есть характерным временем, требующимся на соответствующий акт (скажем, для испускания фононов в кремнии характерные значения темпа 1014 с−1, причём они зависят от текущей энергии электрона или дырки).

## Роль в приборах
Перенос горячих электронов и дырок (протекание тока) в полупроводниковых приборах происходит иначе, чем если бы носители были холодными (термализованными).
Есть приборы, функционирование которых основано на появлении горячих носителей и на их способности вызвать ударную ионизацию. Есть технические ситуации, когда разогрев электронов/дырок ведет к ускоренной деградации. К первому типу относятся, например, лавинные диоды и фотодетекторы (поглощается фотон, а затем возникает лавинообразное ионизационное умножение горячих носителей). Ко второму относится случай нагрева электронов в канале полевого транзистора, затвор которого отделён от канала слоем диэлектрика. Вследствие повышения энергии, электроны легче проникают в диэлектрик, где формируют различные дефекты, искажающие профиль потенциала в приборе, тем самым способствуя выходу его из строя.